# Alicante bouschet

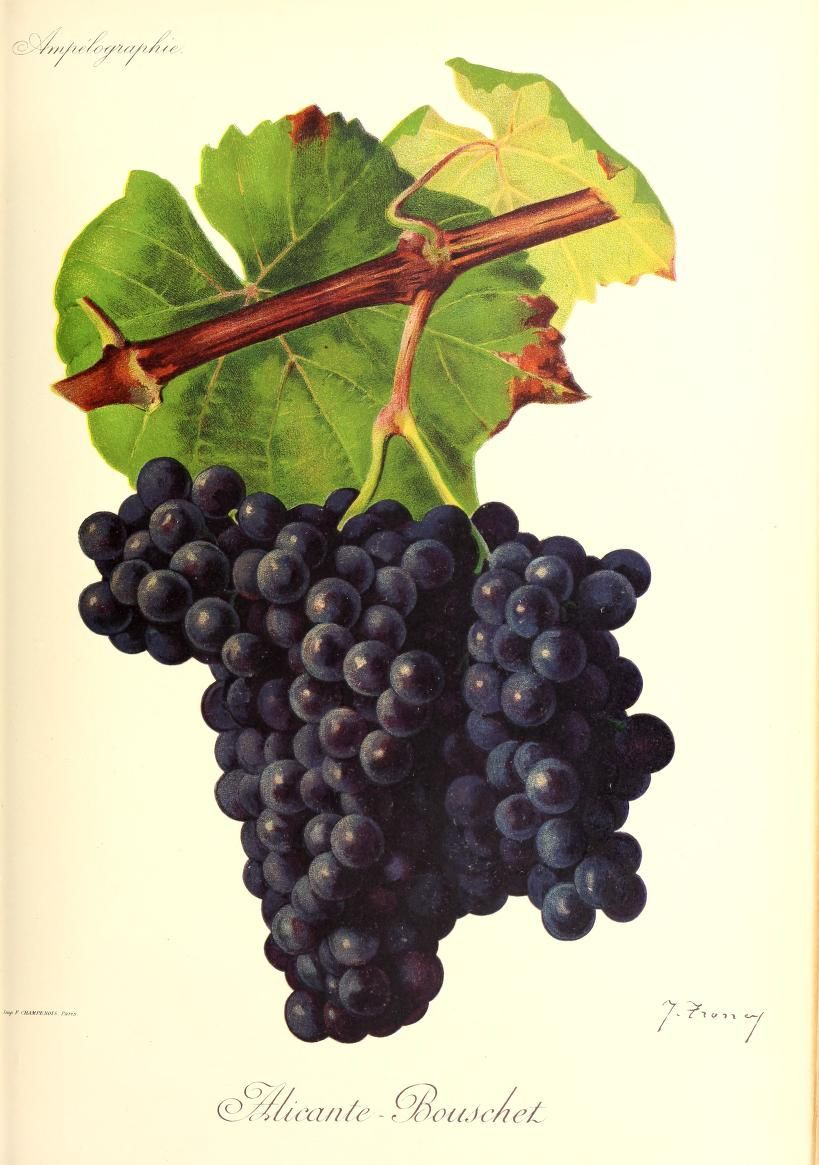

Alicante Bouschet är en blå vindruva som är en korsning mellan Grenache och Petit Bouschet. Fransmannen Henry Bouschet (1815-1881) var den som skapade denna lyckade korsning, vars förfäder även i sin tur korsat fram Petit Bouschet från lokala sydfranska druvsorter.
Det speciella med Alicante Bouschet är att det är en så kallad Teinturier, dvs en druva med färgat fruktkött. Den används som ensam druva till alkoholstarka viner med tämligen neutral smak. Ett annat användningsområde är att sätta färg och ge tanniner till viner av enklare, högavkastande druvor.
Druvan skapades alltså i Sydfrankrike i Languedoc på 1800-talet. Idag används den fortfarande där men även i Spanien och i Portugal. Ambitiösa försök med denna druva görs även i Kalifornien. Alicante Bouschet har 65 synonymer och heter exempelvis i Spanien Garnacha tintorera och i Kroatien Dalmatinka.